# 港口镇 (修水县)
港口镇，是中华人民共和国江西省九江市修水县下辖的一个乡镇级行政单位。

## 行政区划
港口镇下辖以下地区：
港口街社区、界下村、龙井村、坳上村、卢坊村、大源村、纱笼村、洞下村、童家桥村、港口村和香炉山钨业有限责任公司社区。